# Miridiba bilobata
Miridiba bilobata är en skalbaggsart som beskrevs av Moser 1913. Miridiba bilobata ingår i släktet Miridiba och familjen Melolonthidae. Inga underarter finns listade i Catalogue of Life.